# Ulrika Jannert Kallenberg
Anna Maria Ulrika Jannert Kallenberg, född 17 september 1963 i Lund, är en svensk journalist, författare och översättare. Hon översätter från engelska och tyska. 
Ulrika debuterade som författare i mars 2015 med den självbiografiska romanen "Döden ingen talar om". I augusti 2020 släpptes hennes andra bok "Det enda jag kan göra är att gå" som också är en självbiografisk roman men denna gång handlar det om en våldsam relation och kampen för att ta sig ur den. 

## Översättningar (urval)
- Ruth Klüger: Leva vidare: en sann berättelse (Weiter leben) (Wahlström & Widstrand, 2002)
- Kate Mosse: Labyrinten (Labyrinth) (Norstedt, 2007)
- Elizabeth George: Denna dödens kropp (This body of death) (Norstedt, 2011)
- Rebecca James: Skuggan av Anna (Sweet damage) (Alfabeta, 2014)
- Birgit Vanderbeke: Pengarna eller livet (Geld oder Leben) (Bakhåll, 2019)